# Panteras de Aguascalientes
Panteras de Aguascalientes ist ein mexikanischer Sportverein aus Aguascalientes, der Hauptstadt des gleichnamigen Bundesstaates. Der 1972 gegründete Verein ist heute vor allem für seine Basketballabteilung bekannt, unterhielt früher jedoch auch eine Fußballabteilung. 

## Basketball
Die Basketballer der Panteras spielen in der Liga Nacional de Baloncesto Profesional, die 2003 gewonnen werden konnte.

## Fußball
Die Fußballer der Panteras waren Gründungsmitglied der 1982/83 eingeführten Segunda División 'B'. Ende 1984 zog die Fußballmannschaft des Vereins nach Torreón im Bundesstaat Coahuila, wo sie bis zum Ende der Saison 1986/87 unter der neuen Bezeichnung Panteras de Torreón  spielte. Anschließend bildeten die Panteras die Basis für die Reaktivierung des ebenfalls in Torreón ansässigen CF Laguna, der zwischen 1968 und 1978 in der höchsten mexikanischen Spielklasse vertreten war.